# كورتيس غراب
كورتيس غراب هو سياسي أمريكي، ولد في 1730 في بنسيلفانيا في الولايات المتحدة، وتوفي في 22 يناير 1789 في كورنوال في الولايات المتحدة.